# Рудка (Варашский район)
Рудка (укр. Рудка) — село в Варашской городской общине Варашского района Ровненской области Украины.
Население по переписи 2001 года составляло 554 человека. Почтовый индекс — 34350. Телефонный код — 3634. Код КОАТУУ — 5620881204.